# 청덕고등학교
청덕고등학교(淸德高等學校)는 대한민국 경기도 용인시 기흥구 청덕동에 있는 공립 고등학교이다.

## 학교 연혁
- 2009년 1월 2일 : 청덕고등학교 설립 인가(36학급)
- 2009년 3월 1일 : 초대 오철균 교장 취임
- 2009년 3월 2일 : 제1회 입학식 (227명)
- 2012년 2월 9일 : 제1회 졸업식 (97명)
- 2019년 3월 4일 : 과학중점학교 지정
- 2019년 3월 4일 : 고교학점제 선도학교 지정
- 2019년 3월 4일 : 혁신공감학교 지정
- 2020년 1월 8일 : AI 데이터리터러시 모델학교 지정
- 2022년 3월 2일 : 온라인 콘텐츠 활용 교과서 선도학교
- 2023년 3월 1일 : 제6대 유문상 교장 취임
- 2024년 1월 4일 : 제13회 졸업식(285명)
- 2024년 3월 4일 : 입학(317명)

## 참고 자료
- 청덕고등학교 - 한국교육학술정보원 학교알리미